# Nitroglycerine
Nitroglycerine of glyceryltrinitraat (afkorting: NG) is een kleurloze, explosieve vloeistof. Het is de drievoudige ester van glycerine en salpeterzuur.
Nitroglycerine behoort tot de groep van organische nitraten.

## Synthese
Nitroglycerine kan bereid worden door nitrering van glycerine met salpeterzuur, onder invloed van zwavelzuur (nitreerzuur). Dit is een zeer gevaarlijk reactieproces waarbij veel voorzorgen moeten worden genomen om explosies bij de bereiding te voorkomen, zoals een lage temperatuur en het voorkomen van schokken.
{\displaystyle {\ce {C3H8O3 + 3HNO3 -> C3H5(NO3)3 + 3H2O}}}

## Toepassingen
Nitroglycerine is een van de eerste krachtige springstoffen die werden ontwikkeld. Het werd aanvankelijk gebruikt voor tunnelbouw, wegenaanleg, mijnbouw en dergelijke, maar door de grote gevoeligheid ervan - het kan al exploderen bij een relatief kleine slag, stoot of wrijving - was het vervoer een groot en gevaarlijk probleem en moest het vlak bij de gebruiksplaats worden gefabriceerd. Ondanks allerlei voorzorgsmaatregelen gebeurden er destijds vaak ernstige ongelukken. Zo ontplofte op 20 oktober 1944 in IJzendijke meer dan een ton nitroglycerine waarbij 47 Engelse en Canadese soldaten omkwamen en 37 gewonden vielen.
Als nitroglycerine detoneert, vindt globaal de volgende bruto-ontledingsreactie plaats:
{\displaystyle {\ce {4 C3H5(NO3)3 -> 12 CO2 + 10 H2O + 5 N2 + 2 NO}}}
Zoals in de reactievergelijking te zien is, ontstaan er alleen maar gassen. Dit is een van de oorzaken waardoor nitroglycerine zo'n krachtige springstof is. Vertaald naar de volumetoename (en de gassen daarbij op kamertemperatuur dus eigenlijk nog wat te laag) gaat 570 mL vloeistof over in 650 liter gas. Het volume neemt dus toe met een factor 1140. Verder zal door de reactietemperatuur stikstof weer reageren tot stikstofoxiden.

### Dynamiet
De chemicus Alfred Nobel ontdekte in 1867 dat de fysische gevoeligheid van het materiaal belangrijk kon worden verminderd door het te laten opzuigen in een poreuze stof, zoals zaagsel of diatomeeënaarde (een poreuze grondsoort, opgebouwd uit de skeletjes van eencellige kiezelwieren of diatomeeën). De zo ontstane substantie noemde hij dynamiet. Het is een zeer krachtig explosief dat nu nog steeds belangrijke toepassingen kent. De uitvinding van dynamiet maakte Alfred Nobel zo rijk, dat hij in staat was de Nobelprijzen in te stellen in zijn testament.

### Andere explosieven
Nitroglycerine wordt ook gebruikt in mengsels met cellulosenitraat in rookzwak kruit.

### Nitroglycerine in de geneeskunde
In de geneeskunde vindt nitroglycerine toepassing als vaatverwijdend middel bij stabiele angina pectoris en in zalven bij fissura ani (kloofjes in de anus). Nitroglycerine is bij dit lokale gebruik inmiddels in Nederland vervangen door het stabielere isosorbidedinitraat. Het betreft de 1% isosorbidedinitraat-vaselinecrème FNA. Bij stabiele Angina pectoris is de gebruikelijke dosis sublinguaal, als een tabletje onder de tong of als spray. Het wordt ook toegepast als transdermale medicijnpleister.